# دانيال هاي
دانيال هاي (بالإنجليزية: Daniel Hay)‏ هو سياسي أمريكي، ولد في 18 مايو 1781 في مقاطعة برينس إدورد في الولايات المتحدة، وتوفي في 19 يناير 1853.